# موش چینچیلای بودن
 موش چینچیلای بودن (نام علمی: Abrocoma budini) نام یک گونه از سرده موش چینچیلا است.